# Pyrethroid

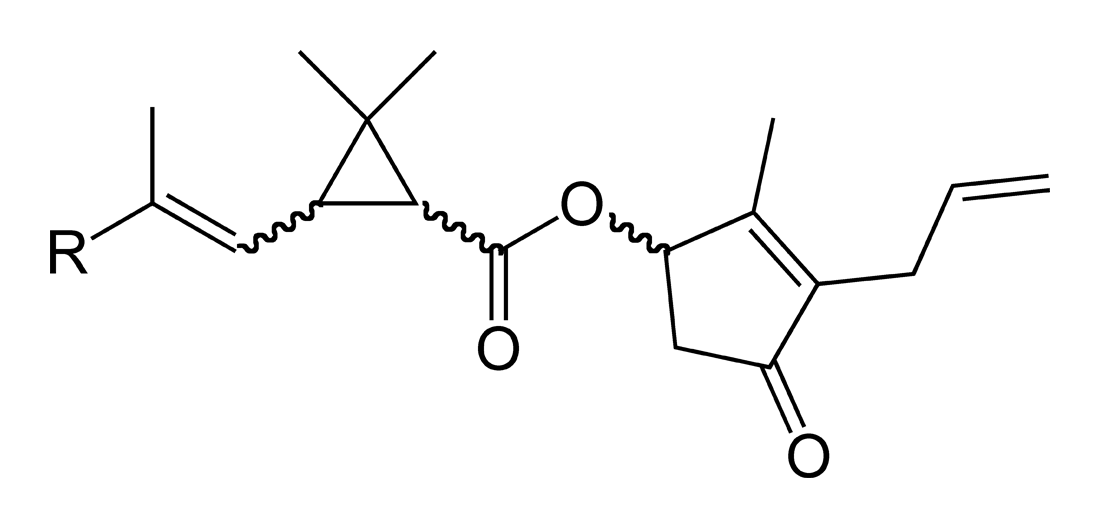
Pyrethroid allethrin

Pyrethroid je syntetická chemická sloučenina podobná přírodním látkám pyrethrinům produkovaným květinami (Chrysanthemum cinerariaefolium a C. coccineum). Pyrethroidy nyní tvoří majoritu na trhu syntetických insekticidů a jsou běžnou součástí komerčních výrobků, například domácích insekticidů a repelentů. V koncentracích používaných v těchto produktech mívají kromě insekticidních vlastností i vlastnosti repelentní a jsou v malých dávkách obecně pro člověka neškodné, mohou být však škodlivé pro citlivé osoby. Obvykle se působením slunečního světla a složek atmosféry rozkládají během jednoho až dvou dnů, neovlivňují významně podzemní vody, jsou však toxické pro ryby a kočky.
Pyrethroidy jsou toxické pro ryby a jiné vodní organismy. Již při extrémně nízkých koncentracích, například 2×10−10 %, jsou pyrethroidy smrtelné pro jepice, ovády a bezobratlé, kteří tvoří základ mnohých vodních i suchozemských potravních sítí.
Akutně toxické koncentrace pyrethroidů byly nalezeny v sedimentech a vodních cestách v Kalifornii. Tyto chemikálie jsou schopny procházet čisticím sekundárním systémem městských čistíren odpadních vod, což znamená, že mohou být i ve vodách vytékajících přímo do vodních toků, často v koncentracích smrtelně jedovatých pro bezobratlé.
Pyrethroidy jsou axonovými jedy, účinkují blokací sodíkových kanálů neuronových membrán hmyzu v otevřeném stavu. Sodíkový kanál je tvořen membránovou bílkovinou s hydrofilním vnitřkem. Zde je díra, která je právě tak velká, že může oddělit molekuly vody od sodíkových iontů, vytvořit tak termodynamicky výhodnou cestu pro průchod těchto iontů membránou do axonu a propagovat tak akční potenciál.
Pyrethroidy se obvykle kombinují s piperonylbutoxidem, známým inhibitorem klíčových mikrosomálních oxidázových enzymů. To zabraňuje těmto enzymům odstraňovat pyrethroidy z těla hmyzu a zajišťuje, že účinek pyrethroidu bude smrtelný a ne pouze paralytický. Pyrethroidy jsou toxické i pro většinu užitečného hmyzu, například včely nebo vážky.
Starší pyrethroidy jsou estery kyseliny chryzantémové a jejich deriváty, novější sloučeniny jako flucythrinát jsou však již výrazně odlišné.

## Komerční pyrethroidové insekticidy/repelenty

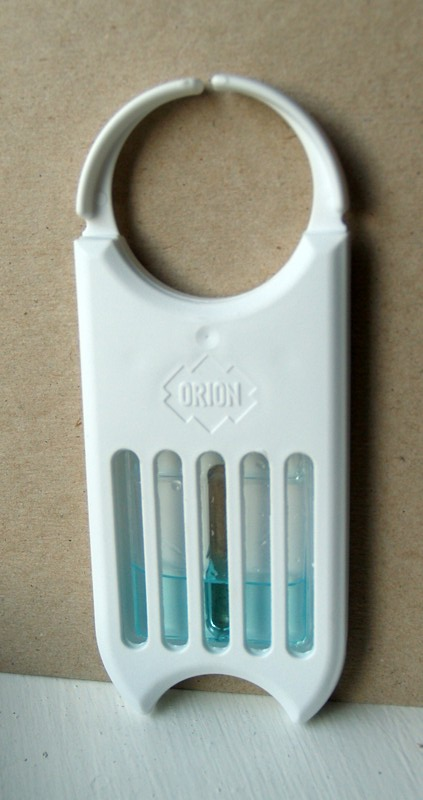
Empenthrinový insekticid proti molům

- allethrin, první syntetizovaný pyrethroid (aktivní složka insekticidu Raid)
- bifenthrin, aktivní složka přípravků Talstar, Capture, Ortho Home Defense Max a Bifenthrine
- cypermethrin
- cyphenothrin, aktivní složka přípravku K2000 Insect spray prodávaného v Izraeli a palestinském území
- deltamethrin
- empenthrin
- imiprothrin, aktivní složka insekticidu Raid Ant & Roach Killer, extrémně rychle účinkující toxin[8]
- kadethrin
- permethrin
- prallethrin[9]
- resmethrin, aktivní složka přípravku Scourge
- sumithrin, aktivní složka výrobku Anvil
- tetramethrin
- tralomethrin
- transfluthrin, aktivní složka přípravku Baygon